# Mouvement constitutionnel islamique
Le Mouvement constitutionnel islamique (en الحركة الدستورية الإسلامية romanisé : Al-Haraka Al-Dosturiya Al-Islamiyah ; en anglais : Islamic Constitutional Movement abrégé ICM), aussi appelé Hadas, est une organisation politique islamiste koweïtienne. Il est une des branches des Frères musulmans égyptiens.

## Histoire
Le Mouvement constitutionnel islamique est créé le 31 mars 1991 à la suite de la libération du Koweït de l'invasion irakienne pendant la guerre du Golfe. Le mouvement est lancé par des islamistes koweïtiens et le contrôlent toujours sont des suivant l'idéologie des Frères musulmans, notamment Jassem Mohalhel,.
Bader al-Nashi est le secrétaire général du mouvement de 2003 à juillet 2009. Son secrétaire général actuel est Musaid al-Saidi. Il compte actuellement trois députés à l'Assemblée nationale du Koweït.

## Résultats électoraux
| Élection       | Secrétaire général | Sièges | +/-           |
| -------------- | ------------------ | ------ | ------------- |
| 1992           | Essa al-Shaheen    | 4 / 50 | Nv            |
| 1996           | Essa al-Shaheen    | 6 / 50 | 2             |
| 1999           | Essa al-Shaheen    | 4 / 50 | 2             |
| 2003           | Bader al-Nashi     | 2 / 50 | 2             |
| 2006           | Bader al-Nashi     | 6 / 50 | 4             |
| 2008           | Bader al-Nashi     | 4 / 50 | 2             |
| 2009           | Nasser al-Sane     | 2 / 50 | 2             |
| 02/2012        | Nasser al-Sane     | 4 / 50 | 2             |
| 12/2012        | Nasser al-Sane     | 0 / 50 | 4             |
| 2013           | Nasser al-Sane     | 0 / 50 | en stagnation |
| 2016           | Mohammed al-Olaim  | 4 / 50 | 4             |
| 2020           | Musaid al-Saidi    | 3 / 50 | 1             |
| 2022 (annulée) | Musaid al-Saidi    | 3 / 50 | en stagnation |
| 2023           | Musaid al-Saidi    | 3 / 50 | en stagnation |